# Camponotus clerodendri
Camponotus clerodendri é uma espécie de inseto do gênero Camponotus, pertencente à família Formicidae.